# Rollo de Justicia de Mahamud
El rollo de justicia de Mahamud se encuentra en la plaza Mayor de la localidad, al SO de la provincia de Burgos (Castilla y León, España).

## Descripción
El esbelto rollo de Mahamud de 5 metros de altura se alza sobre un graderío circular de seis mesetas decrecientes, que antes de su reconstrucción eran poligonales. Se alza la columna con fuste liso en el tercio inferior, mientras que el resto presenta acanaladuras helicoidales. Remata en capitel. Presenta ángeles y cabezas de animales en los ángulos. Se superpone un entablamento saliente coronado de tracería gótica. Actualmente se superpone un Cristo contemporáneo. Se fecha en el siglo XVI.